# Sainte-Pôle
 Sainte-Pôle  es una población y comuna francesa, en la región de Lorena, departamento de Meurthe y Mosela, en el distrito de Lunéville y cantón de Badonviller.

## Demografía
| 201 | 171 | 150 | 127 | 152 | 178 |
| Para los censos de 1962 a 1999 la población legal corresponde a la población sin duplicidades (Fuente: INSEE [Consultar]) |     |     |     |     |     |